# Pollenia similis
Pollenia similis är en tvåvingeart som först beskrevs av Jacentkovsky 1941.  Pollenia similis ingår i släktet vindsflugor, och familjen spyflugor. Inga underarter finns listade i Catalogue of Life.